# Drosophila appendiculata
Drosophila appendiculata este o specie de muște din genul Drosophila, familia Drosophilidae, descrisă de Malloch în anul 1934. Conform Catalogue of Life specia Drosophila appendiculata nu are subspecii cunoscute.